# Opričnina
Opričnina (rusko опри́чнина, opríčnina) je bila državna politika, ki jo je v letih 1565 do 1584 (uradno do 1572) izvajal ruski car Ivan IV. Grozni. Politika je vključevala masovno zatiranje bojarjev (ruska aristokracija), vključno z javnimi usmrtitvami in zasegom njihove zemlje in premoženja.  V tem kontekstu lahko pomeni tudi:
- zloglasno organizacijo 6.000 opričnikov, prve politične policije v zgodovini Rusije,[3]
- del Rusije, v katerem je neposredno vladal Ivan Grozni in operirali opričniki,
- ustrezno obdobje ruske zgodovine.

## Etimologija
Beseda opričnina izhaja iz staroruske besede опричь (oprič), ki lahko pomeni iz, zunaj, ločeno, onstran, poseben ali razen. Podoben naziv, oprišniki, je imelo  priljubljeno uporniško gibanje v Galiciji, Prikarpatju in Karpatski Rusiji v 16.-18. stoletju. Bistvo politike opričnine je bilo dodelitev ozemlja izključno za potrebe države, njenih uslužbencev - plemičev in oboroženih sil. Opričniška vojska naj bi šteli tisoč mož (опричную тысячу). Ko so se tem možem prišteli še dvorjani in otroci bojarjev, je številka narasla na 6.000 mož.
Pred tem je v Veliki moskovski kneževini opričnina pomenila dediščino, dodeljeno vdovi po delitvi premoženja njenega pokojnega moža, in del dediščine velikih knezov, ki je bil v njihovi popolni in neposredni lasti, torej tisti del, na  katerem ni delovala nobena pravna institucija.

## Vzroki
Car Ivan IV. je leta 1558 začel livonsko vojno. Proti Rusiji se je postavila široka koalicija držav, med njimi Poljska, Litva in Švedska. Vojna je kmalu postala izčrpavajoča in draga. Napadi Litve, Poljske in krimskih Tatarov, lakota, trgovinske blokade in stopnjevanje stroškov so vedno bolj uničevali Rusijo. 
Leta 1564 je knez in dezerter Andrej Kurbski z litovsko vojsko napadel rusko pokrajino Velikije Luki, zato je car začel sumiti, da so ga pripravljeni izdati tudi drugi aristokrati.
Mnenja o tem, zakaj je car uvedel opričnino so različna. Zgodovinarja Vasilij  Ključevski in Stepan Veselovski jo razlagata s carjevo paranojo in ne s socialnimi zahtevami, zgodovinar Sergej Platonov pa trdi, da je car z njo nameraval zatreti vedno močnejšo aristokracijo. Profesorica Isabel de Madariaga uvedbo razlaga kot Ivanov poskus avtokraciji podrediti vse neodvisne socialne razrede.

## Ustanovitev
3. decembra 1564 se je Ivan IV. odpravil iz Moskve na romanje. Ker so bila takšna romanje rutinska, v Moskvi ni organiziral oblasti za obdobje svoje odsotnosti. Razen tega je v svoje spremstvo vključil neobičajno veliko bojarjev in zakladnico.
Po mesecu tišine je car 3. januarja 1565 iz Aleksandrove Slobode končno poslal dve pismi. Prvo je bilo naslovljeno na moskovsko elito in vsebovalo obtožbo za poneverbo in izdajo. Nadaljnje obtožbe so se nanašale na duhovščino in njihovo zaščito javno obtoženih bojarjev. V zaključku je car objavil svoj odstop.
Drugo pismo je bilo naslovljeno na moskovske meščane. Vsebovalo je carjevo izjavo, da “nanje ni jezen”. Razdeljen med Slobodo in Moskvo in v strahu pred  besnim  meščanstvom bojarski dvor v Ivanovi odsotnosti ni bil sposoben vladati. Bojarji so k carju poslali delegacijo s prošnjo, naj se vrne v Moskvo.
Ivan se je prošnjo sprejel pod pogojem, da bo lahko ljudi preganjal zaradi izdaje tudi izven omejitev obstoječe zakonodaje. Zahteval je, da lahko brez vmešavanja sveta bojarjev in  cerkve usmrti izdajalce in zapleni njihovo premoženje.
Za izvajanje preiskav je ustanovil opričnino in za njeno delovanje predpisal dajatve v višini 100.000 rubljev.

## Organizacija
Opričnina je imela svoje ozemlje v mejah ruske države. Večino je tvorila nekdanja Novgorodska republika na severu države. V opričnini je bilo veliko finančnih središč, regija Stara Rusija z nahajališči soli in prominentna trgovska mesta. Na tem ozemlju je imel izključno oblast Ivan IV. Svet bojarjev je vladal samo na preostalem ruskem ozemlju, imenovanem zemščina. Do leta 1568 je opričnina izkoriščala veliko administrativnih ustanov, ki so bile sicer pod jurisdikciji zemščine, ko so spori med zemščino in opričnino dosegli višek, pa je Ivan v opričnini ustanovil svoje  ustanove.
Ivan je ustanovil tudi svojo osebno stražo, znano kot opričniki. Straža je ob ustanovitvi štela 1000. mož. Rekrutiranje sta nadzirala bojarja Aleksej Basmanov in Afanasij Vjazemski. Pravico do vpisa so imeli plemiči in meščani, ki niso bili povezani z zemščino ali njeno administracijo.  Henri Troyat je opazil nizko družbeno strukturo rekrutov, zgodovinar pa Vladimir Kobrin pa se z njegovo ugotovitvijo ne strinja in trdi, da se je premik proti nižjim družbenim razredom zgodil v poznem obdobju opričnine. Veliko zgodnjih opričnikov je imelo tesne vezi s knežjimi in bojarskimi klani.
Ozemeljska delitev je sprožila množično preseljevanje. Posesti plemičev iz zemščine na ozemlju opričnine, večinoma pristave, so opričniki preprosto zasegli in prisilili oskrbnike na selitev v  zemščino. Aleksander Zimin in Stepan Veselovski sta trdila, da na dedne posesti delitev ni imela večinoma nobenega vpliva. Po mnenju Platovova in drugih poznavalcev je preseljevanje pripomoglo k spodkopavanju moči zemljiškega plemstva, po mnenju drugih pa je selitev oskrbnikov posesti zadala kritičen udarec visokemu plemstvu in zmanjšala  vpliv elit v njihovih domačih provincah. Najhuje je bilo v provinci Suzdal, ki je izgubila 80 % svojega nižjega plemstva.
Opričniki so uživali socialne in gospodarske privilegije. Medtem ko so bojarji iz zemščine izgubili vse svoje posesti v opričnini, so opričniki svoje dedne posesti v zemščini obdržali. Razen tega je Ivan opričnikom odobril tudi del težkega davka, ki ga je odmeril plemičem v zemščini. Opričniki so bili dolžni zvesto služiti samo Ivanu in niso imeli nobenih dednih ali lokalnih obveznosti.

## Delovanje
Prvi val preganjanj je bil usmerjen prevsem proti knežjim klanom, zlasti proti vplivnim družinam v Suzdalu. Ivan je ukazal usmrtiti, izgnati ali mučiti vidne člane bojarskih družin na osnovi vprašljivih obtožb za zaroto. Leta 1566 se je opričnina razširila na osem osrednjih okrožij. Od 12.000 tamkajšnjih plemičev je 570 postalo opričnikov, druge pa so izgnali. V izgnanstvo so morali oditi sredi zime; kmete, ki so jim pomagali, so usmrtili. Ivan je kot znak milosti  poklical nekaj plemičev, naj se vrnejo v Moskvo. Car je plemiče iz zemščine  celo pozval na deželni zbor, na katerem se je razpravljalo o livonski vojni. Na zboru je postavil vprašanje ali na Rusija preda livonska ozemlja nedavno zmagovalni Litvi ali naj si še naprej prizadeva osvojiti regijo. Zbor je sklenil nadaljevati vojno  in uvedel nujne davke za polnjenje izčrpane državne blagajne. 
Deželni zbor je carju  posredoval tudi peticijo za prenehanje opričnine, na katero se car odzval z obnovitvijo terorja. Odredil je takojšnjo aretacijo pobudnikov in usmrtil domnevne voditelje protesta. Nadaljnje preiskave so odkrile, da je z zarotniki proti carju  povezan tudi vodja dume v zemščini Ivan Fjodorov. Fjodorova so odstavili in kmalu zatem usmrtili. 
Odstavitev švedskega kralja Erika XIV. leta 1568 in smrt Ivanove druge žene leta 1569 sta še povačala Ivanova sumničenja. Svojo pozornost je usmeril proti Novgorodu  na severozahodu države. V Novgorodu, drugem največjem mestu v Rusiji, je bilo veliko nižjega plemstva, tesno povezanega z nekaterimi obsojenimi moskovskimi bojarskimi družinami. Novgorod je kjub temu, da ga je izropal car Ivan III., ohranil politično organizacijo, izvzeto iz ruske osrednje administracije. Vpliv mesta se je še povečal, ko se je znašlo na meji vojaških operacij proti Litvi. Izdajalska vdaja obmejnega mesta Izbork Litvi, je v Ivanu sprožila sume v zvestobo obmejnih mest.
Ivan IV. in njegovi opričniki so cel mesec sistematično terorizirali Novgorod in usmrčevali predstavnike vseh družbenih razredov. Ker je livonska vojna znatno izčrpala državne vire, je Ivan obrnil svojo pozornost proti premoženju cerkve in trgovcev. Za Novgorodom je bilo na vrsti sosednje trgovsko mesto Pskov, ki  je bilo  deležno razmeroma usmiljenega ravnanja. Opričniki so omejili usmrtitve in se osredotočili predvsem na zaseg cerkvenega premoženja. Po priljubljeni apokrifni pripovedi je nek nor verski asket prerokoval Ivanov padec in s tem  globoko vernega carja motoviral, da je mestu prizanesel. Mogoče je tudi, da mesta ni teroriziral zato, ker ga je že oplenil malo preden je Izborsk prestopil na litovsko stran. 
Porazno stanje v državni blagajni in potreba po krepitvi vojne sta izzvala nov val nasilja. Po vrnitvi v Moskvo je Ivan ukazal niz javnih usmrtitev  na moskovskem Poganskem trgu. Preganjanje se je začelo pri vodstvu same opričnine. Car je že pred tem  zavrnil udeležbo Basmanova in Vjazemskega v novgorodski kampanji. Po vrnitvi v Moskvo je oba vrgel v ječo, kjer sta kmalu zatem umrla.  Pavlov povezuje Ivanov obrat proti višjim slojem opričnikov z naraščajočim številom opričnikov nižjega stanu ali morda nezadovoljstvom  višjih slojev zaradi pretiranega nasilja v Novgorodu. Mogoče je tudi, da so nasilje izvajali rekruti iz nižjih stanov, da bi povečali svoj vpliv v opričninski hierarhiji.

## Ukinitev
Leta 1572 je bila opričnina ukinjena. Ozemlji opričnine in zemščine sta bili ponovno združeni in prišli pod oblast reformiranega Zbora bojarjev, v katerem so bili predstavniki obeh strani pred tem razdeljenega državnega aparata.
Poznavalci razmer ukinitev opričnine pripisujejo več vzrokom. Leta 1571 so med rusko-krimsko vojno Moskvo požgali krimski Tatari. Opričniki se napadu niso resno uprli. Uspeh Tatarov je morda omajal Ivanovo prepričanje v učinkovitost opričnine. Car je morda ugotovil, da je delitev države v obdobju vojne in socialnih in gospodarskih pritiskov neučinkovita, ali celo menil, da je dosegla svoj cilj. Dosegel je zmanjšanje vpliva visokega plemstva in hkrati morda ugotovil, da je nasilje prežvelo svoj namen.

## Posledice
Oričnina je povzročila predvsem masovne selitve prebivalstva in delitev veleposesti na manjše posesti v lasti opričnikov, ki so še bolj tlačili kmete kot prejšnji posestniki. Državni teror in prisvajanje zemlje je veliko kmetov prisillo, da so zapustili svojo zemljo. Naraščanje izseljevanja je morda spodbudilo ruske vladarje, da so v carstvu uzakonili tlačanstvo.
Zgodovinarka Izabela de Madariaga poudarja vlogo opričnine v konsolidaciji moči aristokracija. Preseljevanje je drastično zmanjšalo moč dednega plemstva. Opričniki, ki so kot lastniki zemlje v opričnini dolgovali svojo zvestobo carju, so se po njeni ukinitvi morda razvili v razred z neodvisnimi političnimi ambicijami. Crummey ima socialne učinke opričnine za  polomijo, ker ni uspela slediti koherentnim družbenim motivom in je namesto tega uvedla splošen teror.